# Kostel Nalezení svatého Kříže (Chvalatice)
Kostel Nalezení svatého Kříže se nachází na severním okraji obce Chvalatice. Kostel je farním kostelem římskokatolické farnosti Chvalatice. Jde o jednolodní pozdně barokní stavbu vycházející z původní kaple, která se stala sakristií kostela. Kostel je chráněn jako kulturní památka České republiky.

## Historie
Kostel byl postaven v roce 1750, kdy byla rozšířena původní kaple, která byla zachována jako sakristie kostela. Kostel byl rozšířen v roce 1770 o věž, posléze byl kostel upraven ještě v roce 1806. V roce 1835 byl pořízen oltářní obraz zjevení kříže svaté Heleně a v roce 1850 byl kostel rekonstruován na náklady náboženského fondu. V roce 1848 také obec žádala o povolení ke stavbě nového kostela, toto povolení získala, ale nový kostel postaven nebyl, farníci se nechtěli účastnit stavby finančně a ani svojí prací. Kostel v roce 2013 získal ocenění jako nejlépe opravená kulturní památka v Jihomoravském kraji, kdy k opravě a novému nalíčení fasády došlo v roce 2012.
V roce 1785 byla v obci zřízena lokálie a o rok později byla postavena budova fary, která pak vyhořela v roce 1811. Opravena pak byla v roce 1815 a v roce 1825 byla postavena nová budova.